# Saint-Laurent-de-la-Plaine
Saint-Laurent-de-la-Plaine là một xã thuộc tỉnh Maine-et-Loire trong vùng Pays de la Loire phía tây nước Pháp. Xã này nằm ở khu vực có độ cao trung bình 82 mét trên mực nước biển.